# Poul Andersen (Fußballspieler, 1930)
Poul Andersen (* 2. Januar 1930 in Gentofte; † 31. Dezember 1995 in Jægersborg) war ein dänischer Fußballspieler.

## Karriere

### Verein
Aus der Jugend des Skovshoved IF hervorgegangen, rückte Andersen zur Saison 1948/49 in die Erste Mannschaft auf. Seine ersten drei Spielzeiten im Seniorenbereich bestritt er in der 2. Division. Am Ende der Zweitligasaison 1950/51 stieg er mit seiner Mannschaft in die 1. Division auf, der er mit ihr von 1951 bis 1961 angehören sollte. Während seiner Vereinszugehörigkeit erreichte er am Ende der Spielzeit 1953 – mit sieben Punkten Abstand auf Meister Kjøbenhavns Boldklub – den zweiten Platz, das beste Ergebnis, das erzielt wurde. Seine letzte Spielzeit bestritt er 1962 in der 2. Division, bevor er seine Spielerkarriere beendete.

### Nationalmannschaft
Andersen debütierte als Nationalspieler am 16. Oktober 1955 für die B-Nationalmannschaft, die in Sandvik der B-Nationalmannschaft Schwedens mit 3:6 unterlegen war.
Für die A-Nationalmannschaft bestritt er in einem Zeitraum von fünf Jahren elf Länderspiele. Bei seiner Turnierteilnahme um die Nordische Meisterschaft kam er vom 26. Mai bis zum 23. Oktober 1960 in drei Länderspielen zum Einsatz wie auch in ebenso vielen vom 2. Oktober 1955 bis zum 27. Juli 1960 in Freundschaftsspielen. Sein Debüt in Kopenhagen endete mit der 1:5-Niederlage gegen die Nationalmannschaft Englands.
Mit der Mannschaft nahm er am olympischen Fußballturnier 1960 in Rom teil. Er bestritt alle Spiele der Gruppe C, aus der er mit seiner Mannschaft als Sieger hervorgegangen war, sowie das mit 2:0 gewonnene Halbfinale gegen die Nationalmannschaft Ungarns. Das am 10. September im Olympiastadion Rom ausgetragene Finale wurde mit 1:3 gegen die Nationalmannschaft Jugoslawiens verloren.

## Erfolge
- Olympische Silbermedaille 1960
- Zweiter Nordische Meisterschaft 1963
- Zweiter Dänische Meisterschaft 1953
- Meister der 2. Division 1951[3] und Aufstieg in die 1. Division